# Луандину Виейра, Жозе
Жозе́ Луанди́ну Вие́йра (порт. José Luandino Vieira, наст. имя Жозе Виейра Матеуш да Граса, порт. José Vieira Mateus da Graça, род. 4 мая 1935, Оурен) — ангольский португалоязычный писатель и переводчик, революционер, политический деятель португальского происхождения.
Принимал участие в культурно-националистическом движении «Идём открывать Анголу». Член партии МПЛА. В 1961, после интервью Би-би-си, в котором он огласил список дезертиров из колониальных войск, воюющих в Африке, был арестован, 11 лет провёл в тюрьме.
В творчестве испытал влияния Эрнеста Хемингуэя и Жоржи Амаду. Перевёл на португальский язык (1973) роман Энтони Бёрджесса Заводной апельсин.
Сборники рассказов «Лууанда» (Luuanda), «Город и детство», «Старые истории» описывают острую политическую ситуацию в колониальной Анголе. Повести «Мы из Макулузу» (входит в число ста лучших африканских книг XX века), «Истинная жизнь Домингоса Шавьера» (экранизация — 1973) посвящены освободительной борьбе жителей Анголы.
За сборник «Лууанда» удостоен премии Союза португальских писателей. Через год после публикации его отправили в лагерь Таррафал на восемь лет. За вручение премии «террористу» португальский диктатор Антониу ди Салазар распустил Союз.
После достижении Анголой независимости Луандину Виейра в 1975—1978 руководил Народным телевидением страны, в 1979—1984 возглавлял Национальный институт кино, в 1985—1992 был генеральным секретарём Союза ангольских писателей, одним из основателей которого в своё время стал. В 1977 году при подавлении Мятежа «фракционеров» был включён в состав специального трибунала под председательством Энрике Каррейры.
В 2006 писателю была присуждена высшая награда португалоязычной литературы — премия Камоэнса, от которой он отказался (как было заявлено: «По личным причинам»).

## Издания на русском языке
- В ожидании света: Избранные произведения 1954—1961. М.: Наука, 1970.
- Избранные произведения/ Пер. с португал. А. Богдановского и Е.Ряузовой. М.: Радуга, 1984